# Кінгстаун (Меріленд)
Кінгстаун (англ. Kingstown) — переписна місцевість (CDP) в США, в окрузі Графство королеви Анни штату Меріленд. Населення — 1689 осіб (2020).

## Географія
Кінгстаун розташований за координатами 39°12′27″ пн. ш. 76°2′38″ зх. д. / 39.20750° пн. ш. 76.04389° зх. д. (39.207625, -76.043910).  За даними Бюро перепису населення США в 2010 році переписна місцевість мала площу 6,68 км², з яких 5,87 км² — суходіл та 0,81 км² — водойми.

## Демографія
Згідно з переписом 2010 року, у переписній місцевості мешкали 1733 особи в 740 домогосподарствах у складі 496 родин. Густота населення становила 260 осіб/км².  Було 805 помешкань (121/км²).
Расовий склад населення:
| - 91,9 % — білих - 5,3 % — чорних або афроамериканців - 1,2 % — азіатів |

До двох чи більше рас належало 1,0 %. Частка іспаномовних становила 1,8 % від усіх жителів.
За віковим діапазоном населення розподілялося таким чином: 20,3 % — особи молодші 18 років, 59,6 % — особи у віці 18—64 років, 20,1 % — особи у віці 65 років та старші. Медіана віку мешканця становила 46,2 року. На 100 осіб жіночої статі у переписній місцевості припадало 90,9 чоловіків;  на 100 жінок у віці від 18 років та старших — 86,8 чоловіків також старших 18 років.
Середній дохід на одне домашнє господарство  становив 77 860 доларів США (медіана — 58 472), а середній дохід на одну сім'ю — 84 944 долари (медіана — 55 469). Медіана доходів становила 50 813 долари для чоловіків та 45 052 долари для жінок. За межею бідності перебувало 16,5 % осіб, у тому числі 34,0 % дітей у віці до 18 років та 11,4 % осіб у віці 65 років та старших.
Цивільне працевлаштоване населення становило 877 осіб. Основні галузі зайнятості: освіта, охорона здоров'я та соціальна допомога — 24,7 %, публічна адміністрація — 11,3 %, виробництво — 9,9 %, науковці, спеціалісти, менеджери — 8,8 %.